# Dópolás
A dópolás (magyar szakkifejezéssel ritkábban szennyezés) a félvezetőiparban és -kutatásban gyakran alkalmazott eljárás, mely során a félvezető anyagokba szándékosan juttatott szennyezőkkel befolyásolják azok fizikai, főként elektromos jellemzőit.
A dópolással megváltoztatott jellemzőkkel bíró félvezetőket extrinszik félvezetőknek, míg a dópolatlan félvezetőket intrinszik, vagy másképpen tiszta félvezetőknek nevezzük.
Mérsékelt dópolás hatására a félvezető sávszerkezete kisebb mértékben módosul, de a tiltott sávban megjelenő donor ill. akceptor nívók jelentősen változtathatják az elektromos vezetési mechanizmust és a töltéshordozó-koncentrációt. Erős dópolás hatására (ha a félvezetőbe nagy mennyiségű dópoló atom épül be) a félvezető sávszerkezetében jelentősebb változások történhetnek. Az olyan félvezetőt, mely például erős dópolás hatására vezetési jellegét tekintve inkább a fémes vezetőkhöz hasonlít, degenerált félvezetőnek nevezzük. A szennyezők koncentrációja az intrinszik anyaghoz képest általában még erős dópolás esetén is igen kicsi.

## Története
Tapasztalati megfigyelések már régóta rendelkezésre állnak a dópolás egyes hatásairól, melyeket rádiódetektorok és szelén egyenirányítók készítésekor már figyelembe vettek. A dópolás, mint tervezett szennyezés eljárását később John Robert Woodyard dolgozta ki a második világháború alatt folytatott radar fejlesztéssel kapcsolatos kutatásai során. A Bell Labs intézet kutatói, Gordon K. Teal és Morgan Sparks szintén jelentős eredményeket ért el.

## Hatásai
Már alacsony szennyezőkoncentráció is nagy hatással lehet a félvezető elektromos jellemzőire. Ha a szennyezők koncentrációja a tömbi anyag atomjaihoz képest százmilliomod résznyi, akkor alacsony dópolási szintről beszélünk, ha viszont a szennyezők aránya tízezred résznyi, akkor at mondjuk, hogy az anyag erősen dópolt. A dópolási szint jelölése a megfelelő típus betűjele melletti + és - jellel történik, pl. p-, n++, stb.

### Töltéshordozó-koncentráció
A dópolás során szennyezőket juttatnak az anyagba, melyek mennyisége hatással van az anyag elektromos jellemzőire. Ezek közül a legfontosabb hatás, ami gyakran a dópolás legfontosabb célja is, hogy az anyagban megváltozik a töltéshordozók koncentrációja. Intrinsic félvezetőben termikus egyensúlyban az elektronok és az elektronlyukak száma megegyezik:
{\displaystyle n=p=n_{i}.\ }
Egy gyengén dópolt félvezetőben, termikus egyensúly esetén az alábbi összefüggés érvényes:
{\displaystyle n_{0}\cdot p_{0}=n_{i}^{2}\ },
ahol n0 a vezető elektronok, p0 az elektronlyukak koncentrációja és ni az anyag intrinszik töltéshordozó-koncentrációja. Ez utóbbi függ az anyagi minőségtől és a hőmérséklettől, például szilícium esetén ni értéke 300 K-en, (szobahőmérsékleten) hozzávetőlegesen 1,08×1010 cm−3.
A szennyezők koncentrációjának emelésével általában nő a vezetőképesség, mivel nő azon töltéshordozók száma, melyek a vezetésben részt vehetnek. Szélsőséges mértékben dópolt (degenerált) félvezetők vezetési jellegüket tekintve már a fémekét közelíthetik meg, melyet egyes integrált áramkörökben ki is használnak, amikor fémek helyett ilyen erősen dópolt félvezetőket alkalmaznak. A félvezetők dópolási szintjének jelzésére bevett jelölés a dópolási típus betűjele feletti plusz- vagy mínuszjel, például n+ jelölhet egy n típusú, erősen dópolt, illetve degenerált félvezetőt. Hasonlóképpen p− jelölhet p típusú, gyengén dópolt félvezetőt.
A félvezetők dópolásakor a szennyezők koncentrációja még erős dópolásnál is jelentősen elmarad az intrinszik összetevőkétől. A kristályos szilíciumban az atomsűrűség nagyjából 5×1022 atom/cm³, míg bennük a tipikus dópolási koncentráció általában 1013 cm−3 to 1018 cm−3 körül alakul. Szilícium esetén szobahőmérsékleten jellemzően a 1018 cm−3 feletti dópolási szintek hoznak létre degenerált félvezetőt, ekkor a szennyezők aránya egy 1/1000 nagyságrendjébe esik. Gyengén dópolt szilíciumban ugyanez az arány tipikusan 1/1000000000 körül van. A dópolás mértékének változtatásával a félvezető tulajdonságok széles skálán változtathatók.

### A sávszerkezet módosítása dópolással

Nyitóirányban előfeszített p-n átmenet sávdiagramja, melyen látható a kiürített tartomány leszűkülése. Mind a p, mind az n tartomány dópolási koncentrációja 1×10^{15}/cm³, ami köztük nagyjából 0.59 V feszültségkülönbséget okoz.

A dópolás során a félvezetőbe juttatott szennyezők megengedett energiaszinteket alakítanak ki a tiltott sáv belsejében. A szennyezőket aszerint kategorizálják, hogy mely sávhoz vannak közel ezek az új állapotok. Donor állapotoknak nevezzük azokat az állapotokat, melyek a vezetési sáv alja közelében alakulnak ki és az ilyen állapotokat kialakító szennyezőket donor típusú szennyezőknek nevezzük. Hasonlóképpen, ha egy szennyező a vezetési sáv közepén alakít ki új állapotokat, akkor a szennyezőt akceptor szennyezőnek, az új állapotokat akceptor állapotoknak nevezzük. Az akceptor és donor állapotok energiaszintjére szokásos még a donor nívó és akceptor nívó elnevezéseket használni. Ezen energiaszintek és a hozzájuk közel eső sáv energiakülönbségét a dópolási nívó kötési energiájának nevezzük. Ez az EB energia jellemzően kicsi a tiltott sávhoz képest. Például bórral szennyezett szilícium esetén ez az energia 0,045 eV, mely a tiltott sáv 1,12 eV szélességéhez képest elég kicsi. Az EB kötési energia általában olyan kicsi, hogy szobahőmérsékleten létrejöhet a szennyező atomok termikus ionizációja, ami során szabad töltéshordozók jelennek meg a vezetési- vagy vegyértéksávban.
A szennyezők másik fontos hatása a sávok eltolása a Fermi-szinthez képest. A dópolás hatására a Fermi-szint közeledni fog ahhoz a sávhoz, mely közelében nagy koncentrációjú dópolással donor vagy akceptor nívót hozunk létre. Mivel termikus egyensúlyban egy rendszer minden pontján azonos a Fermi-szint, így például különféle módon dópolt rétegek egymásra helyezésével az egyes rétegek sávszerkezetében sávelhajlás jön létre, melynek sokféle elektromos alkalmazása van. Alapvető példa a p-n átmenet, melyben a kiürített tartományt az alakítja ki, hogy az egymás mellett kontaktusba hozott p és t tartományok között a Fermi-szint kiegyenlítődik, mely úgy lehetséges, ha a kontaktus közelében a két tartomány energiasávjai elhajlanak. A rétegszerkezetek sávelhajlásainak szokásos ábrázolása a sávdiagram, mely általában a vezetési és vegyértéksávok széleit, illetve a donor és akceptor nívókat mutatja valamilyen térbeli koordináta (gyakran a rétegszerkezet felületeire merőleges irány) függvényében. Gyakran érdemes az ábrán jelölni az egyensúlyi Fermi-szintet és a dópolás nélkül érvényes Ei intrinszik Fermi-szintet is. Sávdiagramok segítségével sok félvezető eszköz működése könnyen szemléltethető.

### Összefüggés a töltéshordozó-koncentrációval
Kis dópolási koncentráció esetén az energiaállapotokon kevés elektron vagy elektronlyuk található. Így leírásuk egyszerű összefüggésekkel lehetséges anélkül, hogy a Maxwell–Boltzmann-eloszlást írnánk fel rájuk (ami végső soron a Pauli-féle kizárási elv következménye):
{\displaystyle n_{e}=N_{\rm {C}}(T)\exp((E_{\rm {F}}-E_{\rm {C}})/kT),\quad n_{h}=N_{\rm {V}}(T)\exp((E_{\rm {V}}-E_{\rm {F}})/kT),}
ahol EF a Fermi-szint, EC a vezetési sáv minimuma és EV a vegyértéksáv maximuma. Az intrinszik töltéshordozó-koncentráció:
{\displaystyle n_{i}^{2}=n_{h}n_{e}=N_{\rm {V}}(T)N_{\rm {C}}(T)\exp((E_{\rm {V}}-E_{\rm {C}})/kT),}
mely összefüggés a dópolástól nem változik, mivel EC - EV (a tiltott sáv szélessége) nem függ a dópolástól.
A koncentrációk tehát megadhatók:
{\displaystyle N_{\rm {C}}(T)=2(2\pi m_{e}^{*}kT/h^{2})^{3/2}\quad N_{\rm {V}}(T)=2(2\pi m_{v}^{*}kT/h^{2})^{3/2}.}
ahol me* és mh* rendre az elektronok és a lyukak effektív tömege, melyek a hőmérséklettől jelen közelítésben függetlennek tekinthetőek.

### Töltéskompenzáció
Általános esetben egy félvezetőben sokféle szennyező lehet jelen, melyek egy része donor, másik része akceptor jellegű. Ha a donor és akceptor szennyezőkből származó töltéshordozók száma megegyezik, akkor az összes donoroktól származó elektron az akceptoroknál hiányzó elektronokat fogja kompenzálni, azaz sem elektron, sem lyuk jellegű szabad töltéshordozók nem lesznek az anyagban. Ezt a jelenséget nevezzük töltéskompenzációnak. Ha jelen vannak donor és akceptor szennyezők is, de számuk nem azonos, akkor részleges kompenzációról beszélünk. Egymást követő dópolásokkal elérhető, hogy egyazon anyagban különböző tartományok különböző dópolási jellegűek és erősségűek legyenek, mely eljárást sok félvezető eszközben alkalmaznak.
Bár a dópolási jelleg n-ből p-be és vissza fordítható újabb és újabb dópolási lépésekkel (ugyanis ez az elektron és lyuk típusú töltéshordozók számának különbségétől függ), de fontos következmény, hogy a töltéshordozó mobilitás eközben egyre csökken, ugyanis az nem a donor és akceptor ionok számának különbségétől függ, hanem ezek össz számával van összefüggésben.

### A dópolás hatása a mágneses jellemzőkre
Az úgynevezett mágneses dópolással kapcsolatos kutatások rámutattak, hogy bizonyos dópolási folyamatok olyan jellemzőkre is hatással lehetnek, mint az anyag hőkapacitása, mely a mágneses jellemzőkkel kapcsolatban áll.

## Eljárásai

### Gőzfázisú dópolás
Az n típusú félvezetők előállításának egyik lehetséges módja a gőzfázisú epitaxia. Ekkor a negatív szennyezőket tartalmazó gáz átáramoltatása juttatja a félvezetőbe a szennyezőket. Például GaAs dópolása esetén hidrogén-szulfidot áramoltatnak át a félvezetőn, amitől a kén beépül a félvezető szerkezetébe. A gyakorlatban gyakran van szükség arra, hogy a félvezetőnek csak egy vékony tartománya legyen dópolt. 

### Dópolás a szelet gyártásakor
Néhány szennyező hozzáadása már a szelet előállításkor hozzáadható a félvezetőhöz. Például szilícium gyártásakor a Czochralski-módszer során már a szilícium olvadékhoz hozzáadható bór vagy foszfor, így az elkészült szeletek már eleve uniform módon dópoltak. Az összetettebb struktúrákban egyes tartományok szelektív dópolására van szükség, ami a félvezető felületének például fotolitográfiával történő maszkolásával érhető el, illetve a diffúzió és az ionimplantáció is gyakori módszerek az ipari gyakorlatban.

### Szerves vezetők dópolása
A vezető polimerek dópolása oxidálószer vagy olykor redukálószer hozzáadásával történik, melynek következtében töltéshordozók jelennek meg a polimer vezető molekulapályáin (ha vannak ilyen molekulapályák). Alapvetően két eljárást alkalmaznak vezető polimerek dópolására, ezek redoxifolyamatokon alapulnak:
1. Kémiai dópolás során egy polimer (például melanin) vékonyréteget oxidálószernek tesznek ki (pl. jód, bróm). Más (kevésbé gyakori) eljárás szerint az anyagot redukálószerrel hozzák reakcióba, ehhez gyakran alkálifémeket alkalmaznak.
2. Elektrokémiai dópolás során egy polimerrel bevont elektródát olyan elektrolitba merítenek, melyben a polimer nem oldódik. Elektromos potenciálkülönbséget hoznak létre az elektródák között, minek hatására az elektrolit megfelelő ionjai és a polimer között redoxireakció jön létre. Ennek során elektron elvonás vagy elektron leadás történik a polimeren, mely rendre n- illetve p típusú dópolást alakít ki.

A vezető polimerek n-dópolása kevésbé gyakori, ugyanis a földi légkör oxidáló közeg, így az elektronban gazdag n-dópolt félvezető polimerek a légkör oxigénjével reakcióba lépve hamar elveszítenék töltéshordozóikat. Emiatt a kémiai n-dópolást inert gáz jelenlétében (pl. argonban) szokták végezni. Mivel laboratóriumi körülmények között az oldatok oxigénmentes kezelése egyszerű, így a fizikai kutatásokban gyakori az n-dópolású polimerek alkalmazása, még ha gyakorlati alkalmazásuk akadályokba is ütközik.

### Dópolás neutronindukált transzmutációval
A szilícium foszforral való (n típusú) dópolásának egyik megvalósítása a neutron transzmutációs dópolás (NTD), mely során a szilíciumban jelen levő 30Si izotóp neutronbesugárzás hatására foszforrá alakul az alábbiak szerint:
{\displaystyle ^{30}\mathrm {Si} \,(n,\gamma )\,^{31}\mathrm {Si} \rightarrow \,^{31}\mathrm {P} +\beta ^{-}\;(\mathrm {T} _{1/2}=2.62h).}
A magreakciót úgy valósítják meg, hogy a dópolandó szilíciumot egy atomreaktorból származó neutronnyalábba helyezik. Ahogy a neutron áthalad a szilíciumon, egyre több magreakció jöhet létre, így a foszfor koncentrációja és ezzel a dópolás erőssége finoman beállítható. Az eljárást a nagy erőforrásigénye miatt ugyan ritkán alkalmazzák, de mivel igen uniform dópolási koncentráció érhető el, így egyes alkalmazások megkívánják a használatát.

## Gyakori szennyezők

### IV. főcsoportbeli félvezetők
(Megjegyzés: a félvezetőfizikában a periódusos rendszer csoportjait nem az IUPAC csoportszámozás szerint jelölik, hanem a magyar kémiai szaknyelvben is gyakran alkalmazott főcsoport számozással. Például a széncsoportra nem 14. csoportként, hanem IV. csoportként szokás hivatkozni.)
A IV. főcsoportbeli félvezetők esetén (mint a gyémánt, szilícium, germánium, szilícium-karbid, szilícium-germánium) a leggyakoribb szennyezők a III. főcsoportbeli akceptor és az V. főcsoportbeli donor szennyezők. Szilícium integrált áramkörök gyártásánál a bór egy jellemző p típusú szennyező, mely a megfelelően lassú diffúziós sebessége miatt jól kontrollálható gyártási folyamatot tesz lehetővé. N típusú dópolásra gyakran térfogati szennyezőként alkalmazzák a foszfort, illetve az alacsonyabb diffúziójú arzén is gyakran alkalmazott elem.
V. főcsoportbeli elemekkel - például foszforral - dópolt szilíciumban a foszfor atomok körül több vegyértékelektron tartózkodna, mint ami kötést tud létesíteni és mivel ezek energiája közel esik a vezetési sávhoz, termikus gerjesztés hatására könnyen átlépnek a vezetési sávba, miközben atomtörzsükről leválva delokalizálódnak. Így az anyag n típusú félvezetővé válik. Ehhez hasonlóan, ha III. főcsoportbeli elemmel dópolunk szilíciumot, melyek negyedik vegyértékelektronja hiányzik, tört kötések keletkeznek, melyeket a szilárdtestfizika elektronlyukakként ír le. Az elektronlyukak koncepciója szerint a hiányzó elektronokat pozitív töltésű lyukakként képzeljük el, melyek jellemzően a vegyértéksáv tetején terjednek, a rácsban töltéshordozóként elmozdulhatnak. Az szennyezőket szerepük szerint tehát az alábbiak szerint nevezzük: a szilícium esetében V. csoportbeli szennyezőket donornak, míg a III. csoportbelieket akceptronak nevezzük.

### Jellemző szennyezők szilíciumban
- Akceptor szennyezők (p-típus) 
  - Bór: alacsony diffúziója jól kontrollálható dópolási eljárást tesz lehetővé, így a dópolt tartomány jól szabályozható. A CMOS iparban gyakran alkalmazzák. A dópolás történhet például bór-hidrid gáz diffúziójának alkalmazásával. Jó oldhatósága miatt nagy dópolási koncentrációjú félvezetőkben gyakran alkalmazzák.
  - Alumínium: mély dópoláskor alkalmazzák és gyakran természetes szennyezőként is jelen van.[18]
  - Nitrogén: hozzájárul a szilícium kristály hibamentes növekedéséhez és mivel gátolja a vakanciák adott helyen történő csoportosulását, így javítja a mechanikai jellemzőket.[18]
  - Gallium: többek között hosszúhullámú infravörös szilícium detektorokban alkalmazzák.[15] Mivel a gallium-dópolt szilíciumban hosszú a kisebbségi töltéshordozók élettartama, mely ráadásul időben stabil, így felmerült a napelemekben és TFT kijelzőkben való alkalmazása is.[18]
  - Indium szintén hosszúhullámú infravörös szilícium detektorok jellemző szennyezője, de szerepe van a TFT iparban és egyes szilárdtest lézerek gyártásában is.[18]
- Donor szennyezők (n-típus)
  - Foszfor: gyors diffúziója miatt gyakran tömbi dópolásra, vagy potenciálvölgy kialakítására alkalmazzák. Gyakori alkalmazása a napelemgyártás. A dópolás történhet foszfin gáz diffúzióval, illetve a térfogati dópolás egyik megvalósítása a tiszta szilícium neutronbesugárzásával létrehozott nukleáris transzmutáció. A foszfor továbbá becsapdázza az arany atomokat, melyek egyébként szilíciumban gyorsan diffundálnak és szórócentrumként viselkednek.
  - Arzén: lassú diffúziója miatt jól szabályozható és széles átmenetek kialakítására alkalmas. Szintén ennek a tulajdonságának következménye, hogy hőkezelések során kevésbé terjed szét az anyag belsejében, fedett rétegek kialakítása is lehetséges és gyakran alkalmazzák olyankor, ha vékony és jól definiált rétegben kell a szennyezőknek elhelyezkedniük. Az atomsugara a szilíciuméhoz hasonló és nagy szennyező koncentrációk kialakítására is alkalmazható.[18]
  - Antimon: alacsony diffúziós együtthatójú szennyező, melyet gyakran fedett rétegek készítésére használnak. Hasonló diffúziója és hatása miatt gyakran az arzén helyett alkalmazzák. Mivel szinte mindig szubsztitúciós szennyezőként terjed, így az antimon alkalmazása esetén kevés a rácstorzulásból adódó anomális hatás. A teljesítményelektronikában is alkalmaznak erősen antimon-dópolt szilícium eszközöket.[18]
  - Bizmut: felvetődött az alkalmazása a hosszúhullámú detektorokban a p típusú gallium-dópolt félvezető kiváltására.[19]
  - Lítium: sugárzásálló napelemekben alkalmazzák.[20]
- Egyéb szennyezők
  - Germánium: a tervezett sávszerkezetű anyagokban alkalmazzák. Egy germánium réteg az anyagban akadályozza a bór diffúzióját, ami ekkor jobban ellenáll a hőkezelésnek, így sekély p-MOSFET átmenetek hozhatók létre.[21] Továbbá a tömbi germánium szennyező csökkenti a rácshibák esélyét, segít a nemkívánatos szennyezők becsapdázásában és javítja a szelet mechanikai jellemzőit.[18]
  - Szilícium, germánium és xenon: ionnyalábként alkalmazva segít a szilícium szelet felületének (vagy fedett rétegek) amorfizálásában. Ezt az eljárást például sekély p-MOSFET átmenetek kialakítására alkalmazzák.
  - Arany és platina: a kisebbségi töltéshordozók élettartamát lehet velük finomhangolni.

### Egyéb félvezetők és gyakori szennyezőik
A félvezetőipar számos vegyület-félvezetőt alkalmaz, melyek közül néhány széles körben alkalmazott példa:
- Gallium-arzenid
  - n-típus: tellúr, kén (As helyett), ón, szilícium, germánium (Ga helyett)
  - p-típus: cink, króm (Ga helyett), szilícium, germánium (As helyett)
- Gallium-foszfid
  - n-típus: tellúr, szelén, kén (P helyett)
  - p-típus: cink, magnézium (Ga helyett), ón (P helyett)
- Kadmium-tellurid
  - n-típus: indium, alumínium (Cd helyett), klór (Te helyett)
  - p-típus: foszfor (Te helyett), lítium, nátrium (Cd helyett)
- Kadmium-szulfid
  - n-típus: gallium (Cd helyett), jód, fluor (S helyett)
  - p-típus: lítium, nátrium (Cd helyett)

## Egyetlen atom, mint szennyező
A félvezető elektromos, optikai és mágneses jellemzői nagyban függnek a szennyezőktől, mely rengeteg félvezető eszközben nyer alkalmazást. Mára nem csupán a nagy koncentrációban jelen levő, de akár egyetlen atomból álló szennyezők hatásairól is sok ismeret áll rendelkezésre. Ilyen módon dópolt anyagokat alkalmaznak például spintronikai eszközökben. Az alkalmazások és friss kutatások nyomán jelentős fejlődés történt az egyetlen atomból álló dópolás megvalósításában és karakterizálásában. Az egyetlen atomból álló dópolók témakörét egyes angol nyelvű források solotronics néven említik.

## Fordítás
Ez a szócikk részben vagy egészben  a   Doping (semiconductor) című angol Wikipédia-szócikk ezen változatának fordításán alapul.  Az eredeti cikk szerkesztőit annak laptörténete sorolja fel. Ez a jelzés csupán a megfogalmazás eredetét és a szerzői jogokat jelzi, nem szolgál a cikkben szereplő információk forrásmegjelöléseként.